# Bracon nigricornis
Bracon nigricornis är en stekelart som beskrevs av Gaspard Auguste Brullé 1846. Bracon nigricornis ingår i släktet Bracon och familjen bracksteklar. Inga underarter finns listade.